# Spekkoek

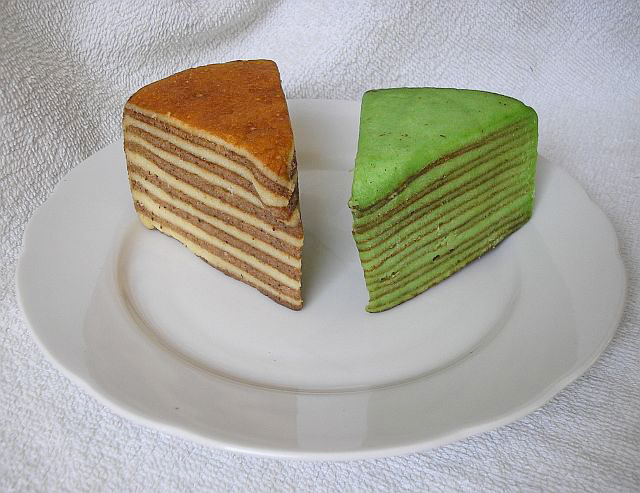
Spekkoek, naturel en pandan

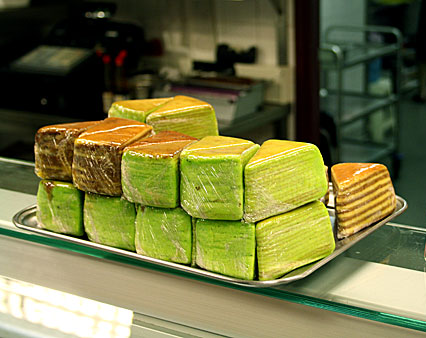
Spekkoek in een toko in Amsterdam

Spekkoek (Indonesisch: spekuk, Maleis kek lapis) is een Indische cake- of koekachtige lekkernij. De naam verwijst naar de afwisselende donker en licht gekleurde lagen, die wat aan spek doen denken.

## Oorsprong
Later werd er vooral een laagjescake mee bedoeld, afkomstig uit Nederlands-Indië, de Indische spekkoek. Hoewel spekkoek afwijkende ingrediënten bevat, zou de koek gebaseerd kunnen zijn op de laagjescake bebinca, afkomstig uit de voormalige Portugese koloniën in Azië, of de Duitse laagjescake Baumkuchen, soms in het voormalig Indië Neurenberger spekkoek genoemd. Ook wordt wel gedacht dat het gebak in Indië door Nederlanders is bedacht ter vervanging van speculaas. Spekkoek bevat soortgelijke specerijen als speculaas.
Aangezien Batavia in de zeventiende eeuw voor een groot deel bevolkt werd door Mardijkers en slaven uit voormalige Portugese koloniën, zoals de Molukken en Malakka, is het mogelijk dat zij bebinca introduceerden in Nederlands-Indië. Malakka en andere voormalige Portugese koloniën maakten deel uit van de Nederlandse veroveringen in het Verre Oosten, waardoor het mogelijk is dat bebinca uit deze gebieden geëxporteerd werd naar Java. Een andere mogelijkheid is dat het van oorsprong een Maleisisch gerecht is, zoals door hen beweerd wordt.

## Indische spekkoek
Spekkoek bestaat uit laagjes in twee kleuren, om en om. In het oorspronkelijke recept wordt de donkere kleur verkregen door het gebruik van bruine suiker, terwijl de lichte lagen geraffineerde (witte) suiker bevatten. Later werden andere varianten verzonnen, waarin soms gebruik wordt gemaakt van cacao of de lichte lagen vrolijk gekleurd worden, bijvoorbeeld met groene pandan. Ook de hoeveelheden ei uit het originele recept worden niet meer door alle moderne spekkoekbakkers toegepast.
De bereiding van spekkoek is bewerkelijk aangezien het gerecht met grote nauwkeurigheid, laag voor laag, dient te worden gebakken. De lekkernij werd daarom van oudsher alleen bij speciale gelegenheden geserveerd. Spekkoek is in Nederland, België en Suriname ook in Indische toko's, supermarkten en restaurants te verkrijgen.

### Ingrediënten
- boter
- suiker
- bloem
- vanillesuiker
- ei
- zout
- anijs
- foelie
- kruidnagel
- nootmuskaat
- kardemom

### Smaakvarianten
- Naturel
- Pandan
- Banaan
- Amandel
- Cocos
- Chocolade
- Rum

## Naamsverwarring
De Indische spekkoek wordt soms verward met kue lapis, omdat die naam letterlijk "cake in laagjes" betekent. De kue lapis die in Nederland bekend is (in Indonesië vaak kue lapis (tepung) beras genoemd) is echter opgebouwd uit pudding- of geleiachtige lagen van allerlei kleuren (meestal twee per koek). De lagen zijn vaak ook veel dikker dan bij spekkoek.
Vaak wordt de benaming lapis legit als synoniem voor spekkoek gebruikt, maar dit is een ander soort laagjescake. De lagen zijn veel dunner, in totaal bevat lapis legit veel meer lagen dan spekkoek (soms wel tot meer dan 20) en er wordt gebruik gemaakt van 1 kleur deeg (en niet 2 zoals bij spekkoek). Door een andere specerijenmix is de smaak van lapis legit ook anders dan van spekkoek. 
De naam "spekkoek" is overigens ontstaan doordat de oorspronkelijk vorm door de dunne, om-en-om gekleurde laagjes aan doorregen spek deed denken. Spekkoek is erg machtig en wordt over het algemeen in dunne plakjes gesneden of tijdens het eten laagje voor laagje afgepeld.

## Bebinca

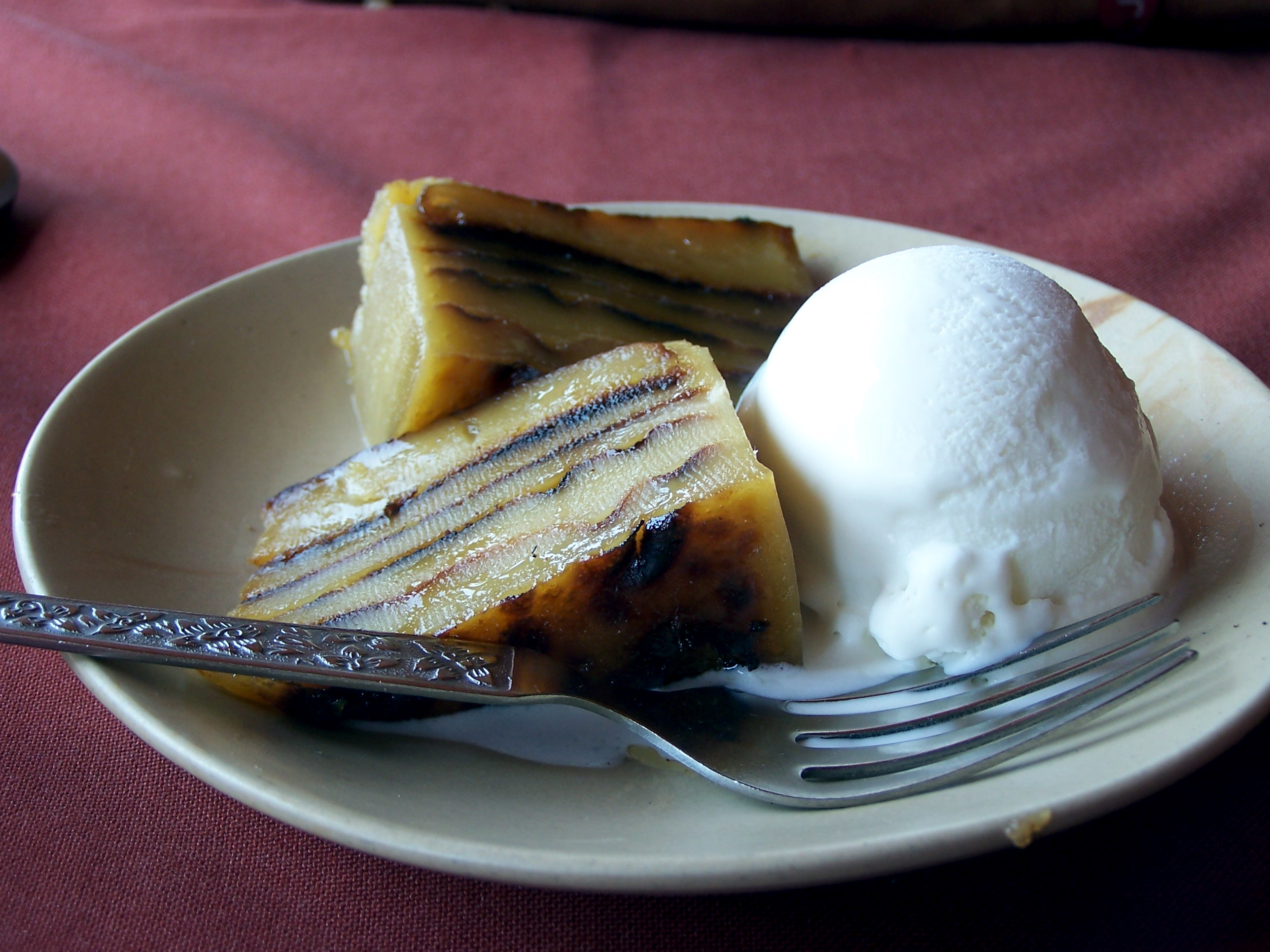
Bebinca met ijs

Bebinca, ook wel bibique, bibik, bebinka of binga, is een cake bestaande uit verschillende laagjes. Deze cake wordt voornamelijk tijdens kerst als dessert gegeten. Volgens de legende werd de cake verzonnen door een non genaamd Bebiana uit Convento de Santa Monica in de Portugese kolonie Goa (India). Elke laag staat voor de zeven heuvels van Lissabon in Portugal. De cake werd aangeboden aan een priester, die vond dat er te weinig laagjes waren. Daarop werd het aantal lagen vergroot. Traditioneel wordt bebinca in een aardewerken pot bereid, waarbij op de deksel brandend kokosbast wordt gelegd. Soms duurt het vier tot vijf uur om de bebinca laag voor laag te maken. De bereiding lijkt op de bereiding van Javaanse wiwingko, ook wel wingko of bibika genoemd, en de Filipijnse bibingka.
Volgens sommigen zou bebinca gebaseerd zijn op het Portugese dessert Bebinca das Sete Folhas, terwijl anderen beweren dat het van oorsprong uit Maleisië komt, waar het bekendstaat als binga of kuch lapis.

### Ingrediënten
- bloem
- eieren
- suiker
- ghee (geklaarde boter)
- kokosmelk
- nootmuskaat
- kardemom